# عزان بن قیس
عزان بن قیس بن عزان بوسعیدی (۱۸۳۶ – ۱۸۷۱)، سلطان عمان بود. وی در سال ۱۲۸۵ هجری قمری بعد از خلع سالم بن ثوینی از طرف مردم در مسقط بیعت گرفت.
عزان بن قیس با شورشیان جنگید و در مدتی کوتاه تمام مناطق ساحل عمان تحت نفوذ خود در آورد. در اواسط دوران سلطنتش ترکی بن سعید علیه او قیام کرد، عزان به قلعه مطرح پناهنده شد، در هنگام گیر و دار بین شورشیان و سربازان عزان، تیری بر پیشانی عزان خورد و همان‌جا درگذشت.